# Augustus H. Garland
Augustus H. Garland (Covington, 1832. június 11. – Washington, 1899. január 26.) az Amerikai Egyesült Államok szenátora (Arkansas, 1877–1885).